# Bareilly
Bareilly (Hindi बरेली, Urdu باریلی; Barelī) ist eine Großstadt im indischen Bundesstaat Uttar Pradesh mit etwa 1 Million Einwohnern. Bareilly ist die Hauptstadt des gleichnamigen Distrikts und der Division Bareilly.

## Lage und Klima
Die Stadt befindet sich im Gebiet von Rohilkhand, einem Teil der äußerst fruchtbaren Region Avadh (oder Oudh) im Gebiet der nördlichen Ganges-Ebene am Fluss Ramganga in einer Höhe von etwa 177 m. Die Entfernungen nach Lakhnau, der Hauptstadt von Uttar Pradesh, oder nach Delhi betragen jeweils rund 260 km in südöstlicher bzw. westlicher Richtung. Das Klima ist zumeist warm; Regen (ca. 1000–1200 mm/Jahr) fällt hauptsächlich in den sommerlichen Monsunmonaten Juni bis September.

## Bevölkerung
| Jahr      | 1991    | 2001    | 2011    |
| Einwohner | 587.211 | 720.315 | 904.797 |

Etwa 58,5 % der zumeist in den letzten Jahrzehnten des 20. und zu Beginn des 21. Jahrhunderts aus den ländlichen Gebieten der Umgebung zugewanderten Einwohner sind Hindus, ungefähr 38,5 % sind Muslime; die restlichen 3 % verteilen sich auf andere Religionen (Jains, Sikhs, Buddhisten, Christen). Der männliche Bevölkerungsanteil übersteigt (wie im Norden Indiens üblich) den weiblichen um mehr als 10 %.

## Wirtschaft
Bareilly ist ein Zentrum der Möbelproduktion und des Handels mit Baumwolle, Getreide und Zucker. In Bareillys Industriezentrum Parsakhera ist unter anderem auch die Saraswati Camphor Factory, einer der größten Kampferproduzenten Asiens, ansässig.

## Geschichte

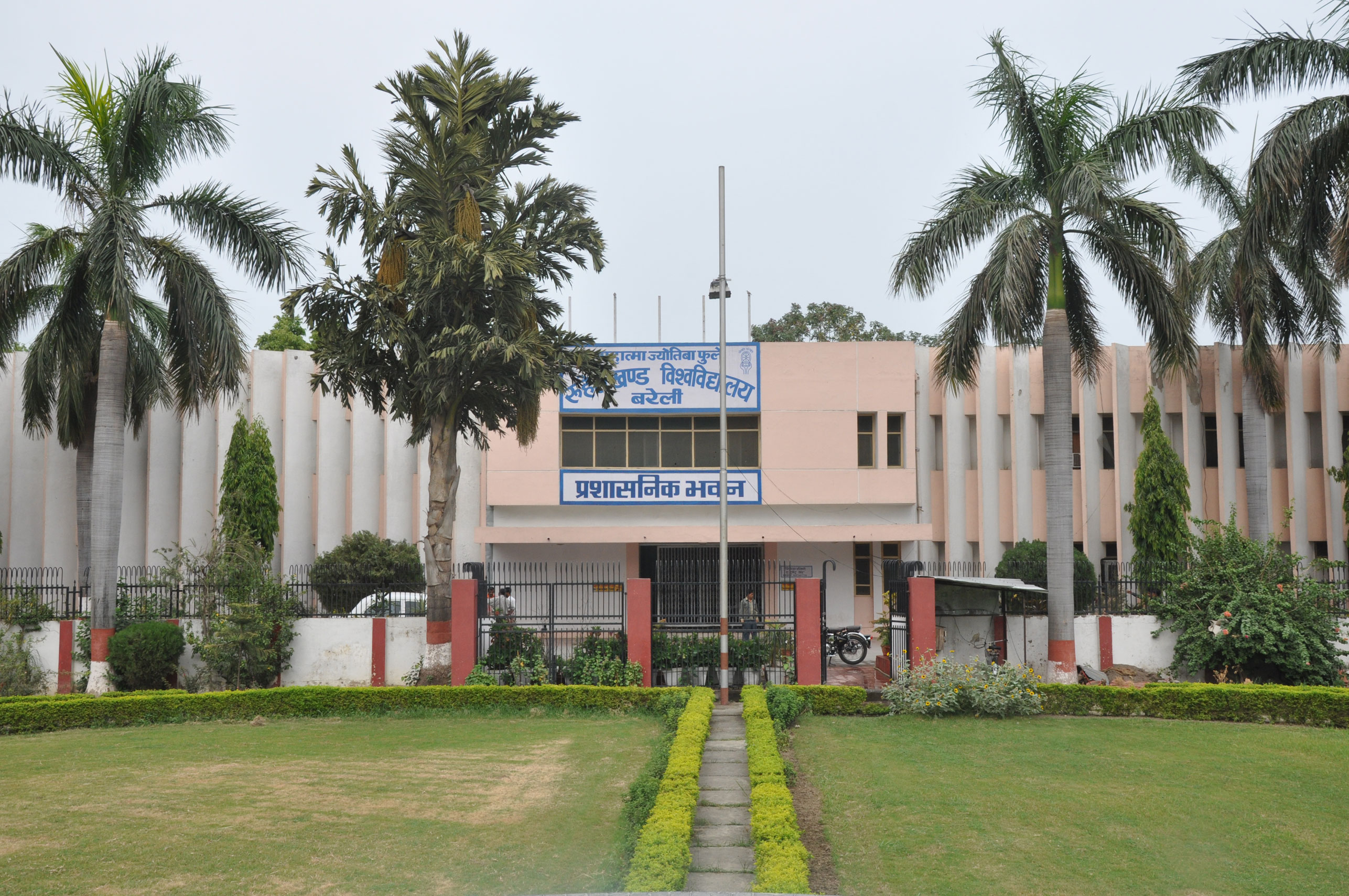
Rohilkhand University in Bareilly

Die Region um Bareilly (Panchala) wird bereits im Mahabharata erwähnt; sie ist verbunden mit den Legenden um die Prinzessin Draupadi. Auch Buddha und der Jain-Tirthankara Parshvanata sollen auf ihren Wanderungen durch den Norden Indiens die alte Festung Ahichchhatra besucht haben. Seit dem 13. Jahrhundert gehörte die Gegend zum Sultanat von Delhi, welches in der Ersten Schlacht von Panipat (1526) von Babur, dem Anführer der Moguln, erobert wurde. Als Gründungsdatum der heutigen Stadt gilt das Jahr 1537; ihr Ausbau erfolgte in weiten Teilen jedoch erst im 17. Jahrhundert unter dem Statthalter (subahdar) Makrand Ray erbaut. Später wurde Bareilly Hauptstadt der Rohillas, einem eingewanderten Clan, der das umliegende Gebiet unter seine Kontrolle brachte. Im Jahr 1774 eroberte der Herrscher von Avadh mit Hilfe der Briten das Gebiet; die Stadt wurde 1801 an die Briten abgetreten. Während des indischen Aufstandes von 1857–58 war Bareilly Hauptsitz der Aufständischen in Rohilkhand, bis es ihnen am 6. und 7. Mai 1858 von dem General Colin Campbell entrissen wurde.

## Sehenswürdigkeiten
Vier lokal und regional bedeutende Shiva-Tempel (nath-temples) bilden die ehemaligen Stadtgrenzen. Die Freitagsmoschee (Shia Jama Masjid) ist das religiöse Zentrum der Muslime. Auch mehrere Gurudwaras der Sikh-Religion sowie mehrere christliche Kirchen finden sich über das Stadtgebiet verteilt.

## Persönlichkeiten
- Abhinav Kumar (* 1973), Polizeibeamter des Indian Police Service (IPS)
- Disha Patani (* 1992), Schauspielerin und Model